# Leonard Ang
Leonard Ang é um engenheiro brasileiro que tornou-se notório após ganhar, em 2009, o Campeonato Mundial de Aviões de Papel (categoria: tempo de voo)